# Coleophora congeriella
Coleophora congeriella é uma espécie de mariposa do gênero Coleophora pertencente à família Coleophoridae.